# 889
889 (DCCCLXXXIX) je bilo navadno leto, ki se je po julijanskem koledarju začelo na sredo.

## Dogodki
- 1. januar

## Rojstva
- 11. januar - Abd Al Rahman III., omajadski kalif Kordove († 961)